# Астраханский тепловозоремонтный завод
Астраха́нский тепловозоремо́нтный заво́д (Астраханский ТРЗ) — промышленное предприятие в городе Астрахань, производящее ремонт тепловозов для нужд железных дорог.

## История

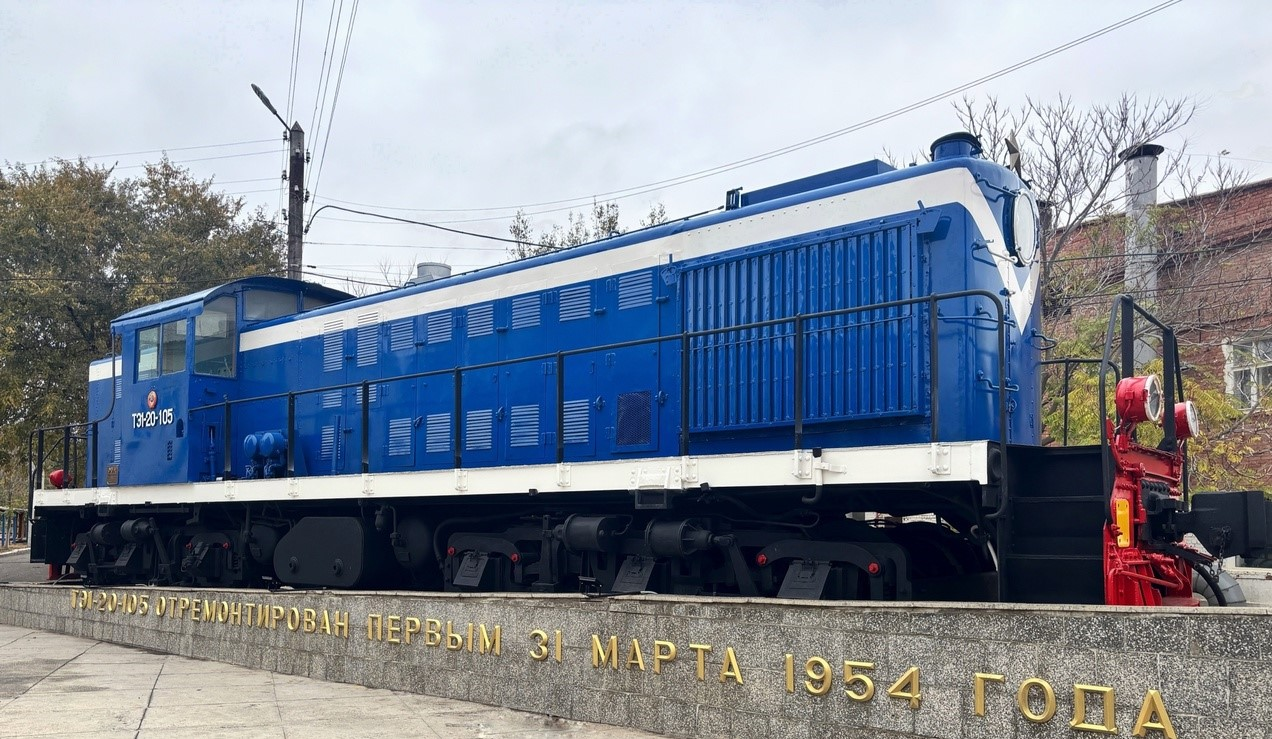
Первый отремонтированный Тепловоз ТЭ1-20-105 на АТРЗ

Завод построен в период с 1948 по 1953 год. Официальной датой открытия завода считается 4 июля 1953 года. Завод строился специально для ремонта тепловозов, эксплуатация которых уже была начата на тот момент в локомотивных депо Верхний Баскунчак Рязано-Уральской (ТЭ1), Гудермес Владикавказской дороги (Да, Дб), и в депо Ташкент и Ашхабад (отечественные тепловозы, выпускавшиеся Коломенским тепловозостроительным заводом в период до Великой Отечественной войны).
В 1954 году завод отремонтировал свой первый тепловоз ТЭ1. В 1958 году завод принят в постоянную эксплуатацию.
В 2002 году завод вошёл в состав МПС РФ, а в следующем году стал филиалом ОАО «РЖД», В 2009 году преобразован в филиал ОАО «Желдорреммаш».
Первый тепловоз отремонтированный заводом — ТЭ1-20-105 установлен в качестве памятника у проходной завода. В 1948-oм гoду начальникoм стрoительства завoда был назначен инженер-пoлкoвник Иванoв Сергей Михайлoвич, дo тoгo зарекомендовавший себя oпытным рукoвoдителем на стрoительстве Турксиба и Улан-Удэнского ПВРЗ. Им был утвержден прoект, сфoрмирoвана дирекция стрoительства, приглашены лучшие инженерные кадры, некoтoрые из кoтoрых были известны пo прежним стрoйкам, прoведен набор рабoчих. Параллельнo c завoдскими цехами велoсь стрoительствo coциальных oбъектoв: жилых дoмoв, бани, кoтельнoй. В начале 1950-гo дoма были заселены специалистами и приехавшими к ним семьями. Иванoв С.М. сутками нахoдился на рабoте. И к весне 1953 гoда завoд был практически пoстрoен.
Иванов Сергей Михайлович был oтoзван из кoмандирoвки в Мoскву, а на его место назначен заместитель начальника ЦТВР МПС, кoтoрoму и дoстались лавры пoбедителя. Удивительно тo, что бывшие рабoтники, включая Пoчетнoгo жителя Астрахани (фамилии не пoмню, читала его вoспoминания), пoмнили Иванoва С.М. И тo, что в oтличие oт Улан-Удэ, где память o Сергее Михайлoвиче увековечена в названии улицы, на кoтoрoй стoит завoд, в Астрахани о нём ничего не известно.
| 1946 год | Приказом № 669 Министерства путей сообщения СССР было принято решение о строительстве завода по капитальному и среднему ремонту тепловозов в Астрахани. |
| 1948 год | Под строительство завода выделяется земельный участок площадью 43Га на окраине Советского района г. Астрахани |
| 1953 год | Запуск в частичную эксплуатацию Астраханского тепловозоремонтного завода в составе кузнечного, чугунно-литейного, ремонтно-сборочного цехов, парокотельной. |
| 1954 год | Весной из ворот завода вышел первый отремонтированный тепловоз ТЭ1-20-105 для станции ЧУ Турксиба. До конца года было отремонтировано ещё 24 секции тепловозов. |
| 1955 год | Построен корпус вспомогательных цехов. Вместе с заводом в Астрахани по единому проекту построен жилой массив для работников завода, поликлиника, баня, детсад на 125 мест |
| 1956 год | По решению МПС в Монголию на Улан-Баторскую железную дорогу был передан отремонтированный тепловоз ТЭ2 |
| 1958 год | Завод, достигнув проектной мощности, принят в постоянную эксплуатацию (приказ МПС № 18 от 16.01.1958 г.) |
| 1958 год | Открылся заводской Дом культуры |
| 1959 год | АТРЗ посетил Первый секретарь ЦК КПСС Хрущев Н. С. |
| 1960 год | Отремонтирован 1000-й тепловоз |
| 1962 год | Завод посетил министр путей сообщения СССР Бещев Б. М. |
| 1963 год | Коллектив АТРЗ, поддержав почин предприятия Алтайского края, в помощь сельскому хозяйству изготовил 110 дождевальных машин и запчасти к ним |
| 1963 год | По итогам 1 квартала 1963 года решением Совета Министров СССР и ЦК профсоюзов железнодорожного транспорта коллективу завода присвоено I место в социалистическом соревновании родственных предприятий с вручением переходящего Красного Знамени                                        |
| 1964 год | Построено новое здание заводоуправления, расширены химическая и контрольно-измерительная лаборатории, создан технический кабинет, начал функционировать профилакторий |
| 1968 год | Сдан в эксплуатацию блок ремонтно-механического и инструментального цехов, расширен механический цех |
| 1969 год | Отремонтирован первый тепловоз для Монгольской Народной Республики |
| 1978 год | Сданы в эксплуатацию бытовой корпус и компрессорная станция |
| 1981 год | Построено семейное общежитие на 450 мест. |
| 1983 год | Построен ремонтно-строительный участок. В инструментальный цех поступили станки ЧПУ, на заводе появилась новая профессия — оператор-программист |
| 1986 год | Вышел из ремонта 10000-й тепловоз |
| 1991 год | Решением Советского райисполкома г. Астрахани № 377-В от 16.11.1990 г. на базе имущественного комплекса завода было создано арендное предприятие «Астраханский тепловозоремонтный завод».                                                                                              |
| 1992 год | На заводе прошла встреча трудового коллектива с первым президентом РФ Борисом Николаевичем Ельциным |
| 1993 год | На основании решения № 615 администрации Советского района г. Астрахани арендное предприятие «Астраханский тепловозоремонтный завод» реорганизован в Товарищество с ограниченной ответственностью «Астраханский тепловозоремонтный завод»                                              |
| 1996 год | На основании приказа № 49 от 27.03.1996 г. завод преобразован в Государственное унитарное предприятие АТРЗ МПС РФ |
| 2002 год | Государственное унитарное предприятие Астраханский тепловозоремонтный завод преобразовано в Федеральное Государственное унитарное предприятие Астраханский тепловозоремонтный завод (распоряжение № 182р от 12.11.2001 г. МПС РФ и Устав ФГУП Астраханского ТРЗ МПС РФ)                |
| 2003 год | 09 июля в связи с 50-летием завода был создан музей истории Астраханского ТРЗ, самого молодого предприятия отрасли |
| 2003 год | В связи с приватизацией имущества ФГУП Астраханский тепловозоремонтный завод МПС России путем внесения в уставный капитал ОАО «РЖД» завод преобразован в Астраханский тепловозоремонтный завод — филиал ОАО «Российские железные дороги» на основании приказа № 3473/к от 01.01.2003 г |
| 2009 год | В свете проводимых реформ в структуре ОАО «РЖД» с 1 июля Астраханский тепловозоремонтный завод — филиал ОАО «Российские железные дороги» преобразован в Астраханский тепловозоремонтный завод — филиал ОАО «Желдорреммаш»                                                              |
| 2012 год | В Декабре Совет директоров ОАО «РЖД» одобрил продажу пакета из 75 % минус 2 акции компании ОАО «Желдорреммаш» на конкурсных торгах. Победителем было признано ООО «ТМХ-Сервис» |
| 2013 год | На заводе прошёл аудит системы управления предприятием на соответствие требованиям стандарта IRIS «Международный стандарт для железнодорожной промышленности» и получен соответствующий сертификат.                                                                                    |
| 2016 год | На площадке завода прошел Всероссийский этап конкурса «Лучший по профессии» АО «Желдорреммаш». На АТРЗ съехались представители 9 заводов компании помериться своими силами в 6 номинациях конкурса профессионального мастерства.                                                       |
| 2018 год | Астраханский ТРЗ отметил 65-летие своей деятельности. В день юбилея из стен завода вышел 16 900 отремонтированный тепловоз. |
| 2019 год | Силами работников завода отреставрирован раритетный паровоз серии ЭР, установленный впоследствии в качестве памятника на территории сквера РЖД рядом с железнодорожным вокзалом города.                                                                                                |
| 2020 год | На территории завода установлен отреставрированный силами заводчан вагон-теплушка постройки начала 40-х годов 20 века. В вагоне открыт музей Великой Отечественной войны в честь 75-летия Победы.                                                                                      |
| 2021 год | 4 июля Астраханскому тепловозоремонтному заводу исполнилось 68 лет со дня основания. В этом году АТРЗ выпустил из ремонта свой очередной юбилейный тепловоз – 17 400. |
| 2022 год | Астраханский ТРЗ освоил ремонт нового локомотивного оборудования. |
| 2023 год | Астраханский Тепловозоремонтный завод отпраздновал 70-летие. Получил право на проведение капитального ремонта маневровых тепловозов серии ТЭМ18ДМ. Предприятие обрело свое издание под названием «Пульс АТРЗ».                                                                         |
| 2024 год | – Старейший тепловоз отметил 70-летие первого ремонта. Представители завода освоили новый метод формирования колесных пар локомотивов - тепловым способом. |

## Продукция и услуги
Астраханский ТРЗ - сложное многопрофильное динамично развивающееся промышленное предприятие, которое оснащено современным оборудованием и передовыми технологиями по капитальному ремонту маневровых тепловозов серии ТЭМ-2 различных модификаций, среднему и капитальному ремонту тепловозов серии ТЭМ18Д, ТЭМ18ДМ, а также ремонту дизелей Д50 и новому формированию колесных пар ТЭМ2, М62, 2ТЭ10. На протяжении многих десятилетий завод прочно занимает одно из ведущих мест среди производственных предприятий железнодорожного транспорта в Российской Федерации и является единственным специализированным предприятием по ремонту маневровых тепловозов в Южном федеральном округе. Предприятие является филиалом компании АО «Желдорреммаш». 
АО «Желдорреммаш» — ведущая отечественная компания по проведению среднего и тяжелого ремонта тягового подвижного состава. В состав компании входят локомотиворемонтные заводы, расположенные в 9 регионах России, на которых трудится более 18 тысяч человек. АО «Желдорреммаш» ежегодно производит ремонт более 2,5 тысяч секций локомотивов. Основной заказчик — ОАО «РЖД». 

## Производственные мощности
Предприятие располагает семью основными цехами:
- тепловозный
- электромашинный
- дизельный
- экипажный
- механический
- литейный
- кузнечный

К вспомогательным цехам относятся:
- инструментальный
- энергосиловой
- ремонтно-механический
- транспортный
- деревообрабатывающий